# Поццомаджоре
Поццомаджоре (італ. Pozzomaggiore, сард. Puthumajore) — муніципалітет в Італії, у регіоні Сардинія,  провінція Сассарі.
Поццомаджоре розташоване на відстані близько 360 км на південний захід від Рима, 140 км на північ від Кальярі, 38 км на південь від Сассарі.
Населення — 2678 осіб (2014).
Щорічний фестиваль відбувається 23 квітня. Покровитель — святий Юрій.

## Демографія
Населення за роками:

Станом на 1 січня 2023 року в муніципалітеті офіційно проживали 53 іноземці з 10 країн, серед них 22 громадяни країн Євросоюзу та 3 громадяни України.

## Сусідні муніципалітети
- Боза
- Коссоїне
- Мара
- Падрія
- Семестене
- Сіндія
- Суні